# Zero Boys
The Zero Boys est un groupe de punk hardcore américain d'Indianapolis, dans l'Indiana, fondé en 1980. Dirigé par Paul Mahern, accompagné du bassiste Scott Kellogg, du batteur Mark Cutsinger et du guitariste Dave Lawson, le groupe s'est imposé comme l'un des rares groupes hardcore populaires du Midwest, la scène étant principalement dominée par des groupes de la côte Ouest et Est.

## Histoire

### Première formation
Le groupe naît dans l'Indiana en juin 1980 , et trois mois plus tard il son premier EP. Intitulé Livin' in the '80s, il s'agit d'un EP de 7 pouces sorti par le groupe sur leur propre label Z-Disc. Leur premier album, Vicious Circle, avec sa pochette jaune vif distinctive, sort en 1982 sur le label local Nimrod Records. Le groupe se lance dans un Hell Tour en 1982 avec une apparition notable à The Barn à Torrance, en Californie, sur une affiche avec Dead Kennedys, MDC et Minor Threat.
Vicious Circle est réédité sur Toxic Shock plus tard dans les années 1980, avec des morceaux bonus supplémentaires tirés des albums des compilations Affirmation Records The Master Tape et The Master Tapes 2 . Il est réédité à nouveau en 2000 par Lookout ! Records, sans les morceaux Master Tape, mais avec deux chansons supplémentaires des sessions de l'album original, She Said Goodbye et Slam and Worm, qui étaient sortis sous format limité sur un single de 7 pouces.
Les Zero Boys réussissent à enregistrer une poignée de morceaux destinés à un deuxième LP, mais se séparent avant que l'album soit terminé,. Ces morceaux sont publiés sur la cassette History of the Zero Boys sur Affirmation, avec les morceaux de compilation mentionnés ci-dessus et d'autres morceaux de démoz et des extraits.

### Rééditions et reformations ponctuelles
En 2009, Secretly Canadian réédite Vicious Circle et History Of, rendant ce dernier disponible sur CD pour la première fois.
Depuis leur rupture, le groupe se réunit pour des concerts occasionnels, y compris une série de spectacles au CBGB destinés à collecter des fonds pour aider à maintenir le club ouvert, et une série de spectacles entre 2006 et 2012 où ils ont interprété l'intégralité de l'album Vicious Circle. La nouvelle formation était composée de Paul Mahern, Tufty, Mark Cutsinger et Vess Ruhtenberg des Lemonheads à la guitare, le guitariste original Terry "Hollywood" Howe étant mort en 2001.
Paul Mahern forme ensuite le groupe power pop Datura Seeds et est depuis devenu producteur à Bloomington, Indiana, où il enseigne également le yoga et possède le label Affirmation Records.
En 2012, Vess Ruhtenberg et Tufty quittent le groupe juste avant une tournée européenne. Scott Kellogg (basse) et Dave Lawson (guitare) les remplacent. En février 2013, le nouveau groupe sort un EP intitulé Pro Dirt, leur première production en 20 ans. Leur dernier album, Monkey, sort le 20 mai 2014.

## Discographie

### Albums studios
- Vicious Circle (Toxic Shock/Secretly Canadian/Panic Button/Lookout!/Fundamenta]/Rifleman/Nimrod/P-Vine) (1981)
- Make It Stop (Bitzcore) (1991)
- The Heimlich Maneuver (Skyclad) (1993)
- Monkey (Z-Disk) (2014)

### Singles et EP
- Livin' In The 80's 7-inch EP (Z-Disk) (1980)
- Split 7-inch EP with Toxic Reasons (Selfless) (1992) - "Black Network News", "Blood's Good"
- "We're Gonna Love" / "U.S.A." (Skyclad) (1993)
- Pro Dirt 7-inch EP (1-2-3-4 Go!) (2013)
- Hollywood 10-inch/CD EP (Z-Disk) (2014)

### Compilations
- History Of (Affirmation) (1984)

### Apparitions sur des compilation
- Red Snerts-The Sound Of Gulcher (Gulcher) (1981) : New Generation
- The Master Tape (Nimrod/Affirmation) (1982) : High Places, Human Body, Mom's Wallet
- A Drink For Sue Ellen (Schrott) (1983) : Outta Style, High Times
- The Master Tape Vol. 2 2XLP (Affirmation) (1983) : Black Network News, I Need Energy
- Killed By Death #4 (Redrum) (1989) : Stoned To Death, Stick To Your Guns, I'm Bored, A Piece Of Me
- Live Treatment cass. (Shotgunning Tape SXXXXX Inc./Discraceland) (1989) : I'm Bored
- Parkhof Live Nr. 2 cass. (I Hate Billie Tapes) (1991) : "01-05-88"
- Life Is Too Short For Boring Music Vol. 11 (To Be Continued) (EPA) (1992) : Indianapolis
- Faster & Louder - Hardcore Punk Vol. 2 (Rhino Records|Rhino) (1993) : Civilization's Dying
- For A Fistful of Yeng! (Bitzcore/Indigo) (1994) : Indianapolis, Positive Change
- Decade Of Disasters (Westworld) (1994) : Livin' In The 80's
- Strange Notes! A Germs Cover Compilation (Bitzcore) (1994) : What We Do Is Secret
- So You Wanna Be A Rock'N'Roll Compilation? (Bitzcore) (1995) : Down The Drain, Civilization's Dying, "Outta Style
- Splitter Kompilaischn (Art Beat) (1997) : Civilization's Dying
- Dangerously Unstable (Suburban Voice) (1999) : Positive Change
- American Revolution Vol. 1-Rare Hardcore Punk From The United States 1978-1984 CDr (Killer Boot) (2000) : Black Network News
- Bank Robber Music Compilation Vol. 17-Winter 2008 (Bank Robber Music) (2008) : Hightime
- Collectors #2 (Volume) (2009) : Livin' In The 80's
- Survive + Music CDr (not on label) (2011) : New Generation
- Early Indiana Punk And New Wave (The Crazy Al's Year(s) 1976-1983 (Time Change) : Commies, I'm Absent
- Ox Compilation #114 (Oz Fanzine) (2014) : Someone To Blame
- Memorable But Not Honorable Mix Tape Vol. 10 cass. (Memorable But Not Honorable) (2021) : Livin' In The 80's

### Vidéos
- Live At Cosmo's 1984 DVD (Rifleman) (2006)
- Live At The Pizza Castle-1981 DVD (Gnome Park Productions) (2009)